# Hamnö, Oskarshamns kommun
Hamnö är en ö i Oskarshamns kommun i Småland. Ön är högrest med sin högsta punkt, Vårberget, 38 meter över havet. Namnet Hamnö syftar på den av naturen väl skyddade hamnviken på öns sydöstra del.

## Historik
Öns ansenliga höjd gör att den måste ha varit av betydande storlek redan under förhistorisk tid. Inga fornlämningar har dock hittats på ön. Först mot slutet av medeltiden finns källor som bekräftar att ön har varit befolkad. I jordeboken från 1553 redovisas Hamnö som ett kronohemman. Det innebar att ön ägdes av kronan men brukades mot betalning av de boende på ön. Räntan det året var 1/2 tunna torsk samt torkade gäddor. Yrkesfisket pågick långt in på 1900-talet men är idag nedlagt.

## Geografi och natur
Hamnö ligger i Misterhults skärgård och är en av de nordligaste utposterna i Oskarshamns skärgård som helhet. Många av öns stränder består av bergsklippor som stupar brant ned i havet. I sydväst åtskiljs Hamnö från grannön Skavdö via det smala och 1,2 kilometer långa Djupösund. I nordväst flankeras Hamnö bland annat av öarna Trätholmen, Rosenskär och Brännholmen, och i norr av den större ön Västra Eknö. Den utprickade farleden löper öster om Hamnö och avskiljer ön från Öröarkipelagen i ytterskärgården.  
Öns berggrund består av en rödaktig och ganska grovkornig granit. Växtligheten domineras av tallskog varvat med öppnare partier där berghällar går i dagen. Hamnö by är byggd på en gräsbevuxen sluttning ned mot hamnviken. Byn består totalt av ett 25-tal byggnader varav de flesta husen är rödmålade med vita knutar. Vid strandkanten finns ett antal sjöbodar och båthus.  
Vårberget, 38 meter över havet är öns högsta topp. Namnet antyder att här en gång i tiden kan ha funnits en vårdkase, d.v.s. en större signaleld som tändes vid annalkande fara.